# コミュニティノート
コミュニティノート（英: Community Notes）は、誤解を招く可能性がある投稿の下に、ユーザーが匿名で背景情報を追加できるX（旧Twitter）の機能。旧名称はBirdwatch（バードウォッチ）。政治的スペクトルが異なるユーザーの間で合意が得られた場合のみ情報が追加されるアルゴリズムとなっている。
2021年にBirdwatchの名称でサービスを開始し、当初はアメリカ合衆国のユーザーのみ閲覧することができた。2022年3月にロシアのウクライナ侵攻、同年10月に新型コロナウイルス感染症に関連する偽情報や誤情報が広まったことで普及した。2022年11月、Birdwatchはコミュニティノートに改称して拡大した。
2023年時点では約13万3000人の「協力者」（contributor）が存在し、プロパガンダや誤情報に反論することを目的としたノートは1日あたり数千万回閲覧されていると報告されている。
調査では、コミュニティノートが拡散されている誤解を招く投稿に表示されなかったり、誤った内容が記載されたノートが表示されたりすることがあると指摘された。Xを所有するイーロン・マスクは、この機能はゲームチェンジャーであり、大きな可能性をもつと考えている。

## 歴史

Birdwatchのロゴ

2020年10月、Twitterは投稿にコンテキストを追加して誤情報やプロパガンダに対抗するモデレーション・システムとしてBirdwatchを開発していることを発表した。2021年1月、アメリカ合衆国議会議事堂襲撃事件の数週間後、1000人の「協力者」（contributor）によるBirdwatchを試験的に開始した。Twitterは「我々の目標はBirdwatchを公然と構築し、Twitterコミュニティによって形成されるようにすること」と述べた。2021年11月、Twitterはノートの作成者に対する偏見を制限するため、アカウントにコードネームを付与することで協力者のアカウントが特定されないようにした。
2022年3月、TwitterはBirdwatchの協力者が作成するノートへのアクセス権を拡大し、ランダムに選ばれたアメリカのユーザーは、投稿に添付されたノートの閲覧と評価ができるようになった。2022年には、ロシアのウクライナ侵攻が始まる前まで1日あたり平均43回ノートが追加されていた。侵攻当日には156回に増加したが、これはTwitter上の誤解を招く投稿のうちごく一部だと推定されている。
3月1日までにノートを作成したことがある協力者は、約1万人のうち359人のみであり、Twitterの広報担当者は「Birdwatchが人々にとって有益なもので、情報を理解することに役立つことを保証する」ことを重視し、規模を拡大する計画を述べた。
2022年9月までに協力者は1万5000人を超えた。2022年10月のザ・ヴァージの分析によると、Birdwatchにおいて取り上げられることが圧倒的に多いのは新型コロナウイルス感染症の流行に関連する誤情報であるという。
2022年11月、Twitterを買収したイーロン・マスクの要請により、Birdwatchはコミュニティノートに名称を変更した。コミュニティノートは誤情報に対処するためにオープンソースを採用し、ヨーロッパなどアメリカ以外の国にも拡大した。
2023年5月、コミュニティノートは投稿に添付された誤解を招く画像に対しても追加することができるようになり、同年9月には「上位のノート作成者」（Top Writers）と呼ばれるパワーユーザー限定で動画に対しても追加できるようになった。Xへの改称後、コミュニティノートの発展を受けて、誤解を招く投稿を報告する機能は廃止された。
2023年10月、マスクはセンセーショナリズムよりも正確さを優先し、誤情報の拡散を阻止するため、コミュニティノートによって訂正された投稿は広告収入の対象にならなくなると発表したが、ユーザーの賛否は分かれた。2023年10月までに2万1200件以上の投稿にノートが表示され、2023年11月時点では約13万3000人の協力者がいる。
2024年7月、Xはユーザーが特定の投稿に対してコミュニティノートを「上位のノート作成者」にリクエストすることができる機能を発表した。24時間以内に5回以上リクエストされた場合、協力者にノートが求められていることが知らされる。

## システム

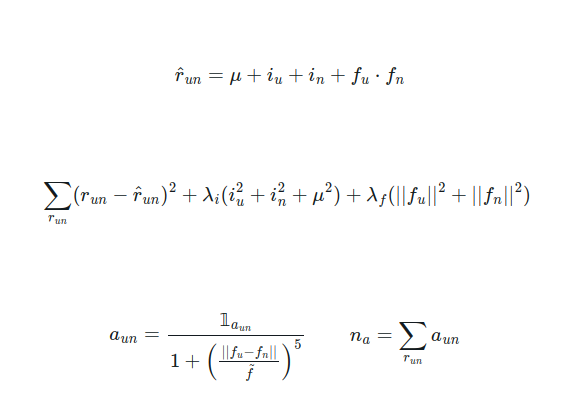
コミュニティノートで用いられるアルゴリズム（2023年11月17日）

コミュニティノートは、過去の評価において意見を異にすることがあった協力者の間で意見が一致した場合にノートを公開するアルゴリズムとなっている。多数決ではなく、様々な視点から評価を受けたノートを優先する。
協力者はノートを公開する際、まずはその投稿を提案する必要がある。このプログラムは過去のノートの評価に基づき、協力者を政治的スペクトルの1つに分類する。異なる政治的スペクトルの協力者から、役に立つノートであるという「イデオロギーを超えた合意」が得られたノートのみが一般公開される。
協力者はインタフェースへのアクセス権をもつボランティアであり、インタフェースでは誤解を招く可能性のある投稿やリプライをチェックできる。
協力者による評価を必要としているノートは、インタフェースの「評価が必要」（Needs your help）というセクションに置かれる。協力者はノートが役に立ったかどうかを評価する。ノートの評価は誰でも行うことができるが、ノートを書くには評価を必要とするノートを評価して一定のポイントを獲得する必要がある。作成したノートが「役に立たなかった」と繰り返し評価された協力者は、ノートを作成する機能がロックされる。

## 適用

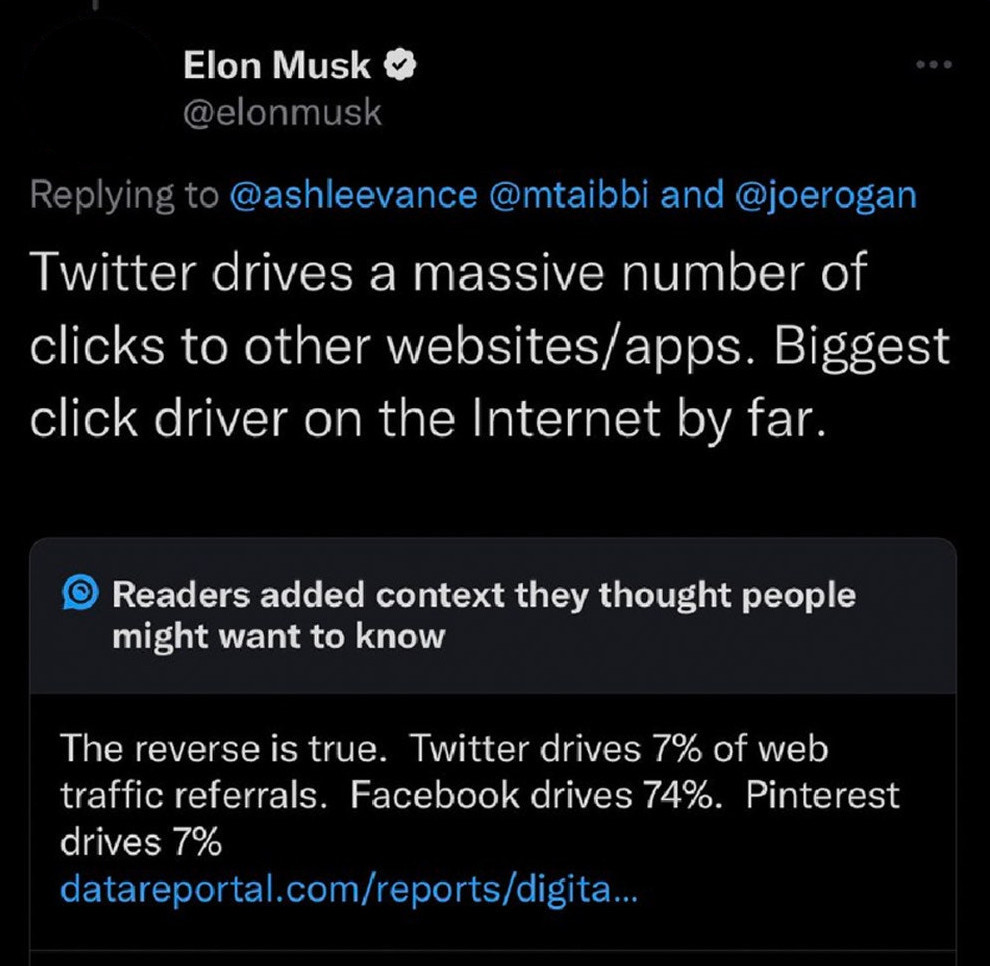
イーロン・マスクの投稿に表示されたコミュニティノート（2022年11月12日）

2023年時点では、コミュニティノートは背景が欠落している記事、誤解を招く広告、誤った主張を含む政治的投稿などに表示されることが多い。
政府や政治家の投稿にノートが表示されることもあり、例としてホワイトハウス、連邦捜査局、アメリカ合衆国第46代大統領のジョー・バイデン、イギリス第79代首相のリシ・スナク、イギリス第78代首相のリズ・トラス、元アメリカ合衆国下院議長、大統領選挙立候補者のロン・デサンティスとヴィヴェック・ラマスワミ、アメリカ合衆国下院議員・上院議員、オーストラリアの閣僚などがある。また、Xを保有するイーロン・マスクの投稿にも複数回表示されており、2024年2月にマスクはこのプログラムに異議を唱えた。
この機能は「読者が背景情報を追加した」ことを示している一方で、ファクトチェックには言及していない。画像がデジタル処理で加工された場合や生成AIである場合にも指摘することができる。
協力者はXに表示される広告にもコミュニティノートを追加することができる。しかし『フィナンシャル・タイムズ』は、これは消費者にとっては良いことだが、広告主にとってはそうではないと指摘している。Apple、サムスン、Uberなどの企業は広告に虚偽または誤解を招く投稿であると非難するノートが追加された後、ノートが表示された投稿を削除したり、それ以降の広告の内容を修正したりした。
ノートには情報源が添付されているため、ウィキペディアと同様に情報の検証が可能である。2023年時点でノートは1日あたり数千万回以上閲覧されている。マスクはこの機能は「誤った情報に対抗するゲームチェンジャー」であり、「情報の正確性を向上させる途轍もない可能性」があると考えている。2023年12月、ノートが自身の投稿に追加された際、マスクはこのシステムがいわゆる厄介者を発見するために「国家によって操作」されたと述べ、「ハニーポットに飛び込んだ」協力者に感謝を表した。

## 批評と分析
Twitterのトラスト&セーフティ部門元責任者のヨエル・ロスは、プログラムの初期段階からシステムの効果に対して懸念を表しており、Birdwatchはキュレーションチームの代替となることではなく、補完することを意図していると述べた。他の元従業員は「トラスト&セーフティのスタッフの代わりとしては不十分」であると述べた。2022年4月、マサチューセッツ工科大学による研究では、ノートが追加された投稿の80%が実際に誤解を招く内容であったものの、ユーザーは自分とは異なる政治的な考えを示した投稿にノートを追加する傾向が強いことがわかった。
コミュニティノートの協力者でもあるNAFOのメンバーは、コミュニティノートは組織的な操作を受けやすく、内輪揉めが頻発しており、プラットフォームからの監視が不足していると述べた。『WIRED』は、データベースのバックエンドでは大半のノートが未公開のままであり、多数の協力者が「陰謀論を刺激する」議論に携わっていると指摘した。マスクは、コードやデータはオープンソースであるため、「コミュニティノートを武器にして人の収益を剥奪しようとしても、すぐに気付かれるだろう」と発言した。
イスラエルとガザ地区の状況については、正確な情報を確認することが難しく、不明な要素も多いため、マサチューセッツ工科大学教授のデイヴィッド・G・ランドはクラウドソーシングのシステムについて「民衆が作り出すのは多数の雑音であると予想する」と述べている。ある協力者は、このシステムは「特定の日に消費・投稿される報道の量に拡張できるというわけではない」と述べたが、Xは「プラットフォーム上の誤情報への取り組みに大きな影響」があると述べている。

### 研究と調査
2023年10月、パレスチナ・イスラエル戦争の誤情報に関するコミュニティノートの公開が数日遅れたり、公開ができなくなったりした。NBCニュースによる調査では、この戦争に関する虚偽の投稿120件のうち、ノートが公開されたのは8%のみで、ノートが承認されず未公開になっている投稿は26%存在し、大半はノートが提案されていなかったことが判明した。この戦争に関して最もよく見られる根拠のない主張を広めて1億回以上閲覧された、エンゲージメント回数の多い投稿250件をニュースガードが分析したところ、68%の割合でノートが表示されていなかった。この調査では、コミュニティノートは「紛争に関する主な作り話への適用に一貫性がない」ことが判明した。
ファクトチェックサイトのスノープスは、ガザ地区の入院患者の動画にクライシスアクターが写っているという虚偽のキャプションを付けた認証ユーザーによる投稿3件に24時間経過してもコミュニティノートが表示されなかったことを発見した。ベリングキャットは、コミュニティノートによってテイラー・スウィフトのボディガードに関する誤情報が拡散されたと判断した。
『WIRED』は、ドナルド・トランプ・ジュニアが投稿したハマースの動画に対し、1年前のものであると誤ったノートが表示されたものの、実際には直近の紛争のものであったことが判明したことに言及し、コミュニティノートは誤情報の影響を受けやすいと結論付けた。当初表示されたこのノートはその後、『WIRED』の記事を引用した別のノートに差し替えられた。
2023年11月、アトランティック・カウンシルはコミュニティノートの相互作用的な研究を実施し、イスラエルとガザ地区の誤情報についてシステムの機能が遅く、一貫性のないものであったことを強調した。例えば、10年以上前の画像をこの戦争のものであると主張する投稿が拡散された際には、コミュニティノートが表示されたにも関わらず、その後も多数のアカウントがその画像を用いて同様の内容を投稿し続けた。ノートの公開データベースから大きな注目を集めた投稿を数百件分析した研究者によると、誤情報を含む投稿の50%以上は8時間以内にノートが表示された一方、2日経過してもノートが表示されない投稿も数件あることが分かった。この研究では、過去4か月以内にXプレミアムに登録した83個のアカウントによる100件の投稿や、極右活動家のローラ・ルーマーなど、マスクが復活させた25個のアカウントによる42件の投稿が対象に含まれていた。
ニュースガードの別の記事では、2023年11月13日の週にコミュニティノートが追加された投稿15件に広告が表示されていたことが分かった。ノートが表示された投稿は広告収入の対象外であるとマスクは述べているが、ニュースガードは「誤情報のスーパー・スプレッダー」が今もなお広告収入の対象になる可能性があると指摘した。マッシャブルの調査によると、大半のユーザーは公開されたノートを見ることはなく、誤情報を含む内容を閲覧したユーザーのうち、ノートを見ているのはわずか1%から5%で、全体的には、投稿の閲覧数と比較して、追加されたノートの閲覧数は非常に少ないという。
2024年5月、カリフォルニア大学サンディエゴ校の行動科学者であるジョン・W・エアーズは、JAMAでCOVID-19ワクチンのファクトチェックに関する研究を発表した。エアーズなどの研究者によると、205件のコミュニティノートのサンプルでは、ノートの96%が正確な情報で、情報源の87%が高い品質であったという。
2024年7月のドナルド・トランプ暗殺未遂事件の後、デジタルヘイト対策センターは、Xで広まった銃撃に関する陰謀論の投稿上位100件のうち、誤った主張に対抗するために公開されたコミュニティノートはわずか5件であったとする調査結果を発表した。